# Tri-Cities (Washington)

Lage der Metropolregion in Washington, USA

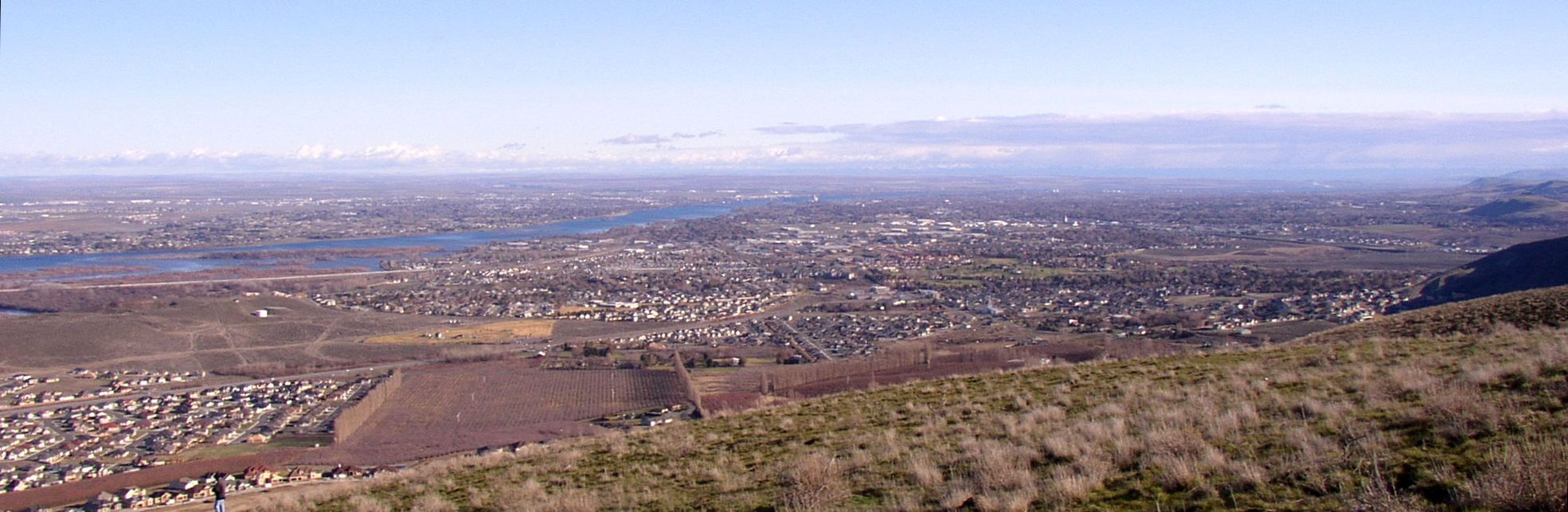
Tri-Cities: Kennewick, Richland und Pasco

Tri-Cities ist eine aus den drei benachbarten Städten Kennewick, Richland und Pasco bestehende Metropolregion im Südosten des US-amerikanischen Bundesstaates Washington. Die Region wird vom Office of Management and Budget zu statistischen Zwecken als Kennewick–Richland, WA Metropolitan Statistical Area geführt.
Die Metropolregion mit insgesamt 303.622 Einwohnern liegt am Zusammenfluss von Columbia River, Snake River und Yakima River. Pasco ist der Verwaltungssitz (County Seat) von Franklin County. Die beiden anderen Städte gehören zum Benton County. Die Region verfügt über einen in Pasco beheimateten Flughafen, den Tri-Cities Airport. Größter Arbeitgeber der Region ist seit den 1940er Jahren die dem Energieministerium unterstellte Hanford Site, ehemals Plutonium-Fabrikation, die sich jetzt – und auf lange Zeit – vorwiegend mit Umweltsanierung beschäftigt. Von wirtschaftlicher Bedeutung sind des Weiteren Landwirtschaft, Viehzucht und der Weinanbau.